# Iguanura minor
Iguanura minor là loài thực vật có hoa thuộc họ Arecaceae. Loài này được Kiew mô tả khoa học đầu tiên năm 1976.